# House of Cards 3: Atto finale
House of Cards 3: Atto finale (The Final Cut) è un romanzo di Michael Dobbs, pubblicato nel 1995.
È il terzo e ultimo libro della serie con protagonista Francis Urquhart, dopo House of Cards e House of Cards 2: Scacco al re.

## Trama
Dopo ben undici anni al potere e tre mandati consecutivi, Urquhart si appresta a eguagliare la lunghezza del governo di Margaret Thatcher. Ma deve fare i conti con la realtà: a un lungo governo da record ottenuto con intrighi e complotti, corrisponde una politica estera del tutto fallimentare. L'unica possibilità di lasciare un segno nella storia affinché la sua eredità non vada persa, è difendere il solo successo conseguito all'estero, ossia il ridisegnamento dei confini tra Grecia e Turchia sull'isola di Cipro, un'esigua Vittoria di Pirro. Ma nuovi complotti per abbatterlo sono all'orizzonte, e Urquhart, stavolta, deve fronteggiare la parabola discendente che lo porterà alla fine.

## Opere derivate
Dal romanzo è stata tratta una miniserie televisiva britannica in quattro puntate, The Final Cut, trasmessa dalla BBC nel 1995.
Nel 2013 Netflix ha prodotto negli Stati Uniti d'America una serie televisiva intitolata House of Cards - Gli intrighi del potere, che racconta le vicende dei tre romanzi, adattate alla politica statunitense.

## Edizioni
- (EN) Michael Dobbs, The Final Cut, Londra, HarperCollins, 1995, ISBN 0-00-224279-6.
- Michael Dobbs, House of Cards 3: Atto finale, traduzione di Stefano Tummolini e Giacomo Cuva, Roma, Fazi, 2015, ISBN 978-88-7625-747-6.